# كين سنو
كين سنو (بالإنجليزية: Ken Snow)‏ (23 يونيو 1969 بأرلينغتون هايتس في الولايات المتحدة - ) هو لاعب كرة قدم أمريكي في مركز الهجوم. شارك مع منتخب الولايات المتحدة لكرة القدم. أما مع النوادي، فقد لعب مع شيكاغو باور ‏ وديترويت سفاري ‏ وميامي فريدوم ‏ وسانت لويس ستيمرز ‏ وتامبا باي تيرور ‏ وفيلادلفيا كيكس ‏.

## وصلات خارجية
- كين سنو على موقع قاعدة بيانات كرة القدم.إي يو (الإنجليزية)
- كين سنو على موقع ناشيونال فوتبول تيمز (الإنجليزية)
- كين سنو على موقع عالم كرة القدم.نت (الإنجليزية)